# Sobór św. Mikołaja w Dobruszu
Sobór św. Mikołaja – prawosławna cerkiew w Dobruszu, należąca do dekanatu dobruskiego eparchii homelskiej i żłobińskiej Egzarchatu Białoruskiego Patriarchatu Moskiewskiego.

## Historia
Pierwsza cerkiew na miejscu soboru została wzniesiona w latach 1814–1818. Była to świątynia drewniana i trójkopułowa. Została zniszczona między r. 1935 a 1938. Od 1941 nabożeństwa prawosławne w Dobruszu odbywały się najpierw w budynku przedszkola, a następnie w prywatnym domu. Obecnie funkcjonująca cerkiew powstała w latach 1991–1992.

## Architektura

### Wygląd zewnętrzny
Cerkiew zbudowano z cegły wapiennej na planie krzyża w stylu bizantyjsko-rosyjskim, budowla jest koloru kremowego z szarym dachem i kopułami. Posiada pięć kopuł, wszystkie są koloru białego z brązowymi okiennicami zwieńczone złotymi wieżyczkami i krzyżykami.
Ośmioboczna wieża-dzwonnica cerkwi nadbudowana jest nad przedsionkiem. Można wejść na nią poprzez chór. Zwieńczona jest tak samo jak kopuły złotą wieżyczką i krzyżem.

### Wnętrze
Ikonostas jest trzyrzędowy z carskimi wrotami i ikoną patronalną. W cerkwi znajduje się m.in. ikona św. Mikołaja z Miry.